# Gunung Mulia
Gunung Mulia is een bestuurslaag in het regentschap Padang Lawas van de provincie Noord-Sumatra, Indonesië. Gunung Mulia telt 801 inwoners (volkstelling 2010).